# Belaja Zarkwa

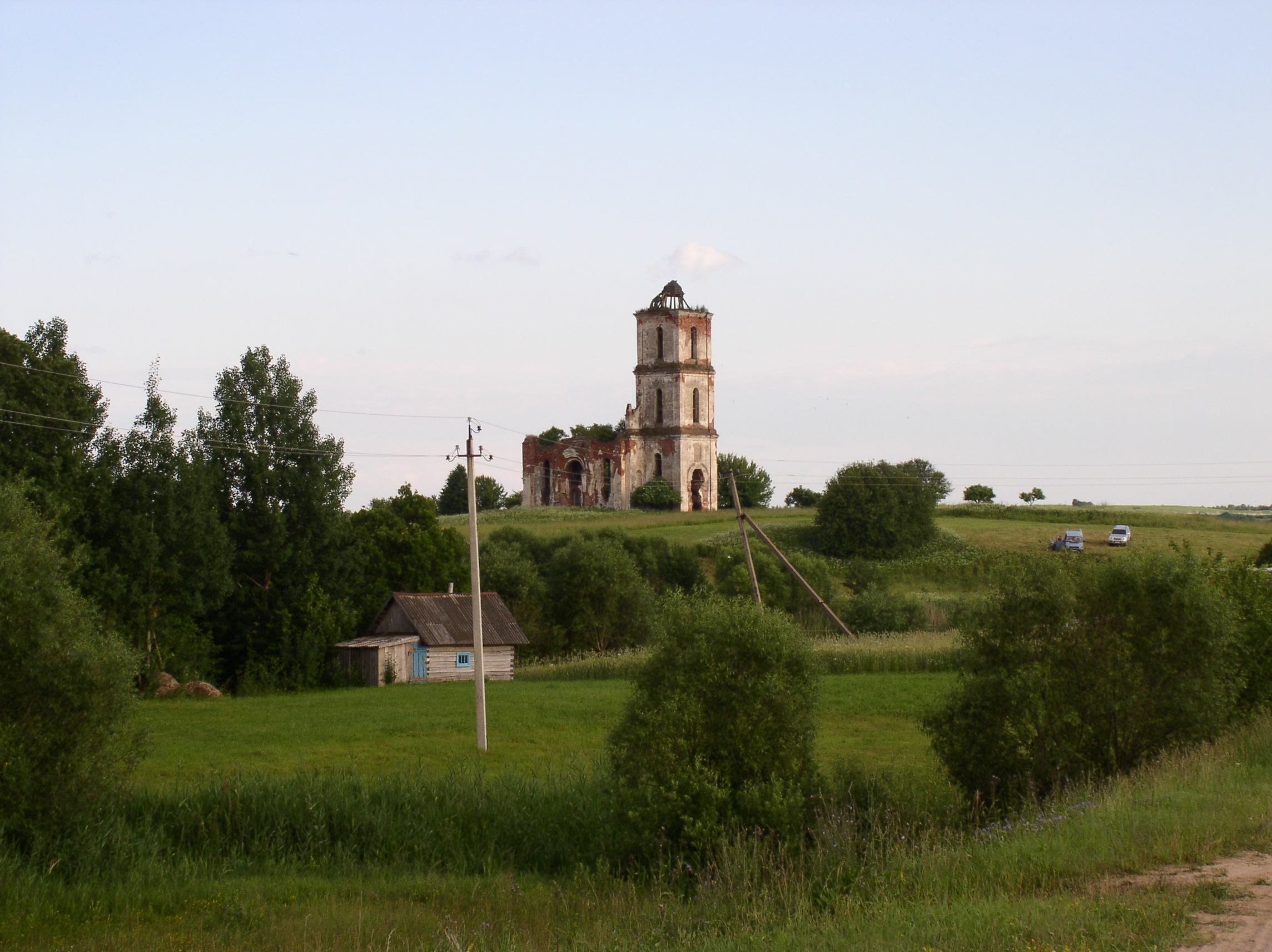
Kirche der Heiligen Dreifaltigkeit in Belaja Zarkwa

Belaja Zarkwa (belarussisch Белая Царква; russisch Белая Церковь Belaja Zerkow) ist ein Dorf in Selsawjet Lukoml, Rajon Tschaschniki, Wizebskaja Woblasz, Belarus. Das Dorf liegt am Belaje See und ist circa fünf Kilometer vom Rajonszentrum Tschaschniki entfernt. Bekannt ist die Kirche der Heiligen Dreifaltigkeit aus dem 16.–17. Jahrhundert, die Mittel für den Bau der Kirche wurden von Bogdan Sapieha zur Verfügung gestellt.